# Twin it!
Twin it! ist ein Kartenspiel des Spieleautorenteams Nathalie Saunier, Rémi Saunier und Thomas Vuarchex, das 2017 bei dem französischen Spieleverlag Cocktail Games erschienen ist. Es handelt sich um ein an das bekannte Spiel Memory angelehntes Gedächtnis- und Reaktionsspiel nach dem Pairs-Prinzip, bei dem die Spieler Paare von Karten erkennen und sammeln müssen.
2018 wurde Twin it! für den französischen Spielepreis As d’Or – Jeu de l’Année nominiert und 2020 wurde es in Finnland als Vuoden Partypelit (Partyspiel des Jahres) gewählt.

## Hintergrund und Material
Das Spielprinzip von Twin it! baut auf dem bekannten Pairs-Prinzip auf, bei dem die Spieler Paare aus ausliegenden Karten bilden und sammeln müssen. Anders als bei Spielen wie Memory werden diese jedoch nicht aus einem verdeckt ausliegenden Kartenfeld ausgewählt, sondern müssen in einer wachsenden Auslage offener Karten erkannt werden.
Das Spielmaterial besteht neben der Spielanleitung aus 135 beidseitig mit bunten und abstrakten Motiven bedruckten Karten, bei denen einige Muster nur einmal und andere zwei oder sogar drei Mal vorkommen.

## Spielweise
Zu Beginn des Spiels werden die 135 Karten gemischt und gleichmäßig unter den Mitspielern aufgeteilt. Jeder Spieler bildet einen Stapel mit seinen Karten und legt diesen so vor sich ab, dass alle Spieler die oberste Karte sehen und auch erreichen können.
Beginnend mit einem Startspieler decken die Spieler nun nacheinander jeweils eine Karte in Richtung der Mitspieler auf und legen sie in die Tischmitte. Dies geschieht so lange, bis ein Spieler ein Paar gleiche Karten in der Auslage oder in der Auslage gemeinsam mit den obersten Karten der Kartenstapel der Spieler entdeckt. Passiert dies, berührt er beide Karten mit den Händen und bekommt diese beiden Karten, die er vor sich ablegt. Der Spieler, der das Paar bekommen hat, startet die nächste Runde und deckt wieder eine Karte auf. Die gewonnenen Paare werden ebenfalls sichtbar platziert und erkennt ein Spieler eine dritte identische Karte, kann er diese und das bereits in einer Spielerauslage liegende Paar ebenfalls berühren und gewinnen („vom Mitspieler klauen“). Wenn durch das Wegnehmen einer zu einem Paar gehörenden Karte von einem Spielerstapel eine weitere Karte erscheint, mit der wiederum ein Paar entsteht und von einem Mitspieler beansprucht wird, kommt es zu einer Kettenreaktion. In diesem Fall startet der Spieler die nächste Runde, der das erste Paar der Kette genommen hat. Falls zwei Spieler gleichzeitig ein Paar beanspruchen und sich nicht erkennen lässt, wer zuerst an den Karten war, werden die betreffenden Karten umgedreht und das Spiel wird fortgeführt. Macht ein Spieler einen Fehler und beansprucht zwei Karten, die kein Paar bilden, muss er dafür ein bereits erspieltes Paar wieder abgeben.
Das Spiel endet, wenn ein Spieler fünf Paare oder Sets erhalten und vor sich ausliegen hat. Dieser Spieler gewinnt das Spiel.

### Verbotenes Muster
Twin it! kann auch mit Erschwerung für einen besonders starken Spieler und verbotenen Mustern gespielt werden. In dem Fall legt der betreffende Spieler drei Karten mit unterschiedlichen Mustern vor sich aus. Er darf mit diesen drei Mustern keine Sets bilden, seinen Mitspielern ist dies jedoch erlaubt.

### Teamspiel
Bei vier bis sechs Mitspielern kann das Spiel in zwei Teams gespielt werden. Im Teamspiel wird das Spiel selbst unverändert gespielt, die Teamspieler müssen jedoch bei einem gefundenen Paar jeweils einen Hand auf eine Karte des Paares legen. Bei ungleichen Teamgrößen kann zusätzlich die Variante „Verbotenes Muster“ gespielt werden.

### Kooperatives Spiel
Das kooperative Spiel ermöglicht das Spiel als Solospiel und als Spiel mit bis zu sechs Mitspielern, die ein Team bilden und gemeinsam gegen eine vorgegebene Zeit spielen. In diesem Spiel bilden die Spieler einen Kartenstapel und stellen einen Timer auf eine feste Zeit ein (lat Spielregel eine Minute). Dann werden alle Karten beliebig auf dem Tisch verteilt und alle Spieler suchen zeitgleich nach Paaren. Sie dürfen sich dabei absprechen, Karten umdrehen und verschieben. Am Ende des Spiels werden die gefundenen Sets gezählt und mit Punkten entsprechend den Regeln bewertet.

## Ausgaben
Twin it! wurde von Nathalie Saunier, Rémi Saunier und Thomas Vuarchex entwickelt und 2017 von dem französischen Spieleverlag Cocktail Games veröffentlicht. Im gleichen Jahr erfolgte die Veröffentlichung in Polen durch den Verlag Rebel und 2018 erschien es auf Japanisch bei Hobby Japan, auf Ungarisch bei Reflexshop sowie in einer deutschen Übersetzung bei HUCH!
2018 wurde Twin it! für den französischen Spielepreis As d’Or – Jeu de l’Année nominiert, 2020 wurde es in Finnland als Vuoden Partypelit (Partyspiel des Jahres) gewählt.

## Belege
1. 1 2 3 4 5 6 7 8  Twin it!, Offizielle Spielregeln, HUCH 2018.
2. ↑  Versionen von Twin it! bei boardgamegeek; abgerufen am 7. Januar 2018.